# Vejer de la Frontera
Vejer de la Frontera là một đô thị trong tỉnh Cádiz, Tây Ban Nha.

## Dân số
| 1999   | 2000   | 2001   | 2002   | 2003   | 2004   | 2005   |
| ------ | ------ | ------ | ------ | ------ | ------ | ------ |
| 12,731 | 12,674 | 12,729 | 12,727 | 12,690 | 12,685 | 12,776 |

## Thành phố kết nghĩa
- Chefchaouen, Maroc [2]